# Scitala nana
Scitala nana är en skalbaggsart som beskrevs av Britton 1987. Scitala nana ingår i släktet Scitala och familjen Melolonthidae. Inga underarter finns listade i Catalogue of Life.